# Clathrina primordialis
Clathrina primordialis är en svampdjursart som först beskrevs av Ernst Haeckel 1872.  Clathrina primordialis ingår i släktet Clathrina och familjen Clathrinidae.
Artens utbredningsområde är Adriatiska havet. Inga underarter finns listade i Catalogue of Life.